# Viareggio Beach Soccer
L'Associazione Sportiva Dilettantistica Viareggio Beach Soccer, meglio conosciuto come Viareggio (abbreviato in VBS), è una società sportiva italiana di beach soccer con sede a Viareggio.

## Storia
La società sportiva Viareggio Beach Soccer (VBS) nasce nella primavera del 2010 per volontà di Stefano Santini, allenatore della squadra fino al 2022 e attuale responsabile dell'area tecnica.
Alla prima partecipazione al massimo campionato italiano, la Serie A, il VBS si classifica al sesto posto assoluto. 
Nel primo anno di attività del team bianconeri, i giocatori viareggini Simone Marinai, Dario Ramacciotti e Gabriele Gori, esordiscono nella nazionale azzurra. Gabriele Gori, dopo aver ottenuto il titolo di capocannoniere del campionato italiano, partecipa con la nazionale italiana al campionato europeo risultando il miglior marcatore azzurro.
Nel 2011 il Viareggio arriva terzo in Coppa Italia. I giocatori bianconeri Dario Ramacciotti, Gabriele Gori, Sacha Di Tullio e Matteo Marrucci hanno fatto parte della nazionale azzurra che ha disputato il Mondiale di Ravenna.
Nel 2012 la squadra si aggiudica il primo trofeo della sua storia, la Coppa Italia, battendo il Catania per 8-7 nella finale disputata di fronte al proprio pubblico. Successivamente arriva seconda in Serie A, perdendo lo scudetto nella finalissima di Terracina contro i padroni di casa. Gabriele Gori per la seconda volta si laurea capocannoniere del campionato di Serie A. Simone Marinai riceve dalla Figc il premio come miglior giocatore della stagione 2012.
Nella fase finale di Euroleague per nazioni a L'Aia, in Olanda, dove l'Italia raggiunge il terzo posto sconfiggendo la Romania, i giocatori delle zebre, Dario Ramacciotti, Gabriele Gori, Simone Marinai e Matteo Marrucci fanno parte della spedizione azzurra e in alcune fasi di gioco vengono schierati contemporaneamente dal ct azzurro Esposito.
Nel 2013, dopo essere stati sconfitti in entrambi i casi in semifinale, si classificano terzi in Coppa Italia e quarti in campionato. 
Nella fase finale di Euroleague 2013 fra gli azzurri erano presenti sei giocatori viareggini.
Nel 2014 la maledizione dei rigori non finisce per i ragazzi del muraglione;  la corsa verso la Coppa Italia si ferma ai quarti, sconfitti ancora ai calci di rigore dal Villafranca. Con la sconfitta la classifica di Coppa Italia regala solo il 6º posto. In campionato, in semifinale, Milano ferma ancora il Viareggio che, vincendo la finalina, conquista il terzo posto in campionato.
La nazionale azzurra conquista l'accesso alla fase finale dei mondiali di Portogallo 2015 e ai Giochi Olimpici di Baku 2015 grazie alla determinate presenza nelle gare di Euroleague e delle Qualificazioni mondiali di ben sette giocatori bianconeri.
Nel 2015 il Viareggio Beach Soccer, battuto dalla Sambenedettese nella fase iniziale della Coppa Italia, deve accontentarsi del settimo posto finale nel torneo. In campionato i bianconeri aprono per la prima volta ai giocatori stranieri ma il tentativo di portare lo scudetto al muraglione, svanisce a Lignano Sabbiadoro. I bianconeri, dopo aver battuto in semifinale la Sambenedettese, vengono sconfitti nella finalissima dal Terracina e devono ancora una volta accontentarsi del titolo di vicecampioni d'Italia. Andrea Carpita viene nominato miglior portiere della Serie A. La nazionale italiana di beach soccer, nel 2015, con in squadra cinque viareggini (Simone Marinai, Dario Ramacciotti, Gabriele Gori, Michele Di Palma, Matteo Marrucci), vince la Medaglia d'Oro ai giochi del Mediterraneo, la medaglia d'argento ai giochi Europei di Baku e si qualifica al quarto posto al mondiale.
Nel 2016 il VBS riscrive la storia del beach soccer conquistando il leggendario TRIPLETE: Champions League, Scudetto e Coppa Italia in una sola stagione. È la prima squadra italiana ad esserci riuscita. Il 30 maggio, dopo il 6-6 dei tempi regolamentari, batte ai calci di rigore gli ucraini dell'Art Music aggiudicandosi la Champions League di beach soccer.
Il 5 giugno batte ai tempi supplementari la Sambenedettese per 7-6 e conquista la seconda Coppa Italia della sua storia. 
Il 7 agosto la formazione bianconera supera nella finalissima di Riccione la Lazio per 7-6, laureandosi campione d'Italia. Andrea Carpita viene nominato miglior portiere della Serie A e Dario Ramacciotti il miglior giocatore. Nel 2016 la nazionale italiana si qualifica per il campionato mondiale di beach soccer del 2017 con in rosa sei viareggini (Andrea Carpita, Simone Marinai, Dario Ramacciotti, Gabriele Gori, Matteo Marrucci e Michele Di Palma).

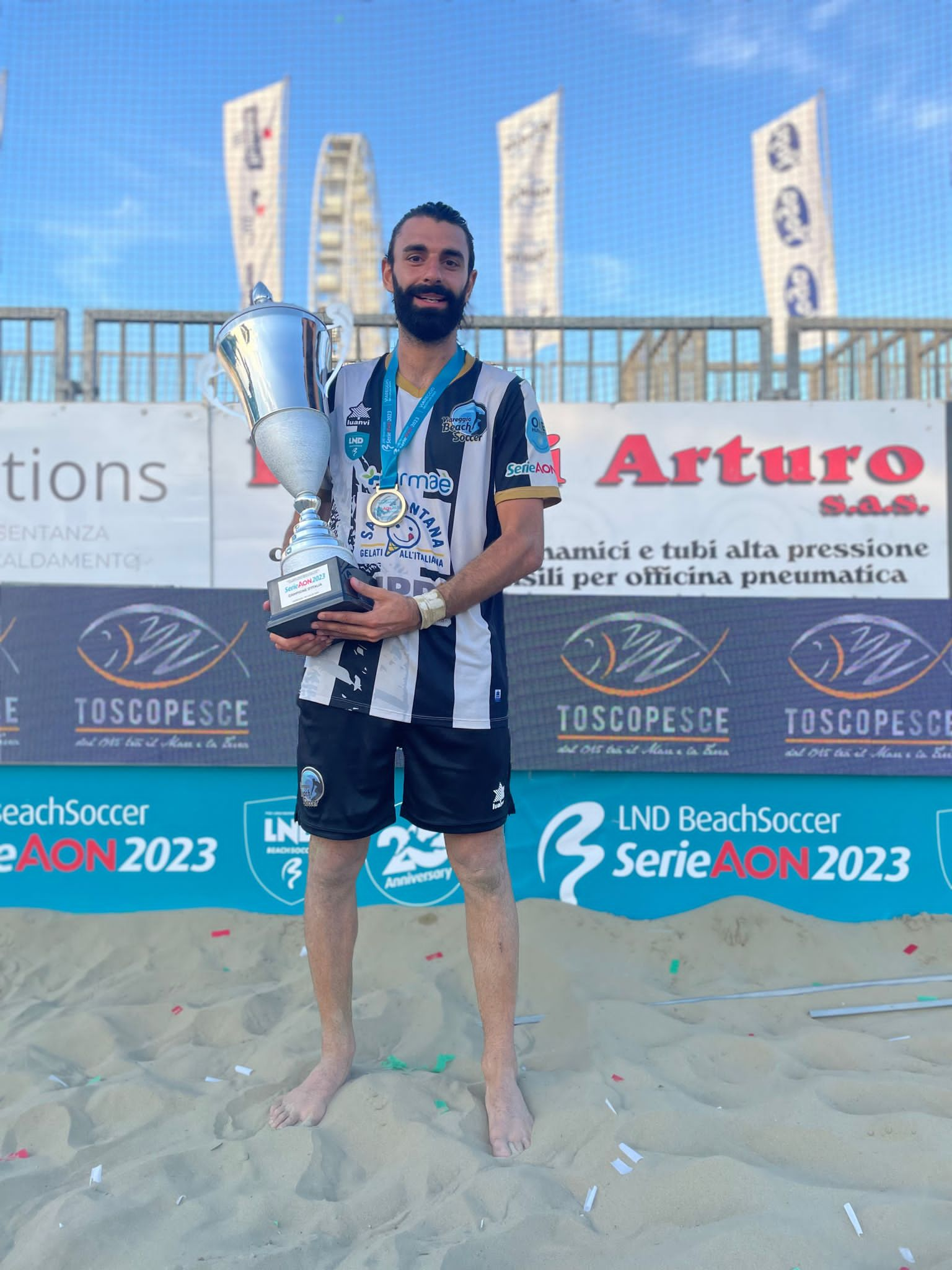
Gianmarco Genovali, bandiera del Viareggio Beach Soccer, tiene in mano uno dei tanti titoli vinti con il club.

Nel 2017 nella Euro Winners Cup in Portogallo il Viareggio ferma la sua corsa ai quarti di finale femata ai rigori da Artur Music avversaria nella finalissima di un anno prima dai bianconeri. Il campionato di Serie A si chiude per il Viareggio BS con il quarto posto. Supercoppa italiana e Coppa Italia non sono fortunate per i bianconeri che vengono battuti nelle finali, in entrambi i casi, dalla Sambenedettese.  La stagione 2017 si è aperta con i Campionati del mondo alle Bahamas dove l’Italia è giunta quarta sfiorando il podio. I bianconeri Gori, Marinai e Ramacciotti sono fra i pilastri degli azzurri.  Per il campionato europeo, dove l’Italia giunge terza, con Carpita e Remedi. i viareggini azzurri diventano addirittura cinque su dodici.
La stagione 2018 si apre con la Nazarè cup in Portogallo, torneo a 28 squadre valido per l’accesso alla Euro Winners Cup. I bianconeri si fermano in finale contro il Kristall di San Pietroburgo. La formazione russa poi finirà seconda nel torneo continentale. Nella Coppa Italia a Viareggio. il Catania battuto in Portogallo, si vendica ed in semifinale estromette il Viareggio dalla Coppa che vinceranno proprio gli etnei.
Nella lotta per la Serie A i bianconeri si classificano settimo posto finale con lo scudetto che finisce a Catania ma riescono a consolarsi alla grande vincendo l’unico trofeo che ancora mancava alla squadra di Stefano Santini, la Supercoppa italiana, battendo la Samb ai rigori e completando così una bacheca unica e storica.
A settembre, ad Alghero, la nazionale azzurra con protagonisti cinque viareggini Gori, Carpita, Marinai Ramacciotti e Di Palma vince per la seconda volta nella sua storia il Campionato europeo per Nazioni battendo in finale la Spagna ai rigori.
Nella stagione 2019 il Viareggio Bs vede sfumare la Coppa Italia in una semifinale tiratissima ad Alghero contro il Terracina che si impone per 9-7 e deve accontentarsi del 3º posto battendo il Napoli ai calci di rigore 10-9. La corsa scudetto si interrompe a 39 secondi dalla fine della gara di una finale condotta sempre in vantaggio contro la Samb in rimonta che sul filo di lana sorpassa e vince lo scudetto battendo i bianconeri 6-5. Ancora una volta Vice Campioni d’Italia. In Paraguay i bianconeri Carpita, Gori, Marinai e Ramacciotti con la Nazionale sono Vice Campioni del mondo.
Nel 2020 anno funestato dalla pandemia di Covid19, il Viareggio Beach Soccer cambia denominazione venendo inglobato in una nuova società, la Polisportiva ViareggioBS con una dirigenza tutta nuova. Assume la Presidenza Massimo Moretti, Stefano Sani assume la carica di Vice Presidente e Stefano Cinquini diventa il Direttore Generale.
Nella stagione 2021 la Farmaè Viareggio beach Soccer falcidiata dalle defezioni in organico giunge sesta in Coppa Italia e deve arrendersi 7-8 al Terracina nei quarti di finale della poule scudetto per chiudere poi al 5º posto battendo il Lamezia la corsa scudetto. La società centra comunque uno straordinario titolo, quello di Campioni d’Italia,  nella categoria giovanile portando a casa ((5-3 contro la Lazio in finale) lo Scudetto Under 20. 
Nel 2022 La Farmaè Viareggio Beach Soccer giunge ancora una volta seconda in campionato sconfitta di misura nella finalissima sulla spiaggia del Poetto di Cagliari dal Pisa BS. Per il secondo anno consecutivo la formazione bianconera Under 20 guidata da Daniele Cinquini vince nuovamente lo Scudetto Under 20.  Il difensore Luca Bertacca viene nominato a Dubai miglior giovane mondiale della stagione.
Nel 2023 La Farmaè Viareggio Beach Soccer, dopo 7 anni, supera nella finalissima giocata in casa, il Catania per 9-2, laureandosi campione d'Italia, per la seconda volta. Per il terzo anno consecutivo la formazione bianconera Under 20, guidata da Daniele Cinquini vince nuovamente lo Scudetto Under 20 e la prima Coppa Italia Under 20..  Il difensore Luca Bertacca viene nominato miglior giocatore Serie A 2023.
- La squadra è stata composta fino al 2014 solo da viareggini[13][14]. Dal 2015 l'apertura ai giocatori stranieri.

## Strutture
La squadra si allena nel "Matteo Valenti Beach Stadium". L'impianto dispone di area ristoro, palco autorità, spogliatoi e tribune con 1000 posti a sedere.
Situato fino al 2016 sulla spiaggia di Levante presso il molo marinai d'Italia conosciuto dai viareggini come "il muraglione", dal 2017 viene trasferito nel centro della città, in prossimità di Piazza Caboto, all'inizio della Passeggiata a Mare e del lungomolo.
L'impianto, oltre agli allenamenti della prima squadra e della scuola calcio di beach soccer (Viareggio Beach Academy), ospita tutte le attività ufficiali di sport su spiaggia a Viareggio, tra cui alcune tappe dei campionati nazionali di beach soccer, beach volley e beach rugby.
È saltuariamente sede degli allenamenti della Nazionale di beach soccer dell'Italia.
Nel corso della stagione 2016 ha ospitato tutti gli allenamenti della Lazio Beach Soccer.

## Allenatori, presidenti, capitani
- 2010-2022  Stefano Santini
- 2023-      Francesco Corosiniti

- 2010-2014  Stefano Santini
- 2015-2019  Giancarlo Carpita
- 2020-      Massimo Moretti

- 2010-2022  Simone Marinai
- 2023-      Andrea Carpita

## Sponsor
| Cronologia degli sponsor tecnici - 2010 Mass - 2011 Pissei - 2012-2017 Legea - 2018 Robe di Kappa - 2019 PTS Sportware - 2021-2023 Luavi Italia - 2024 Legea - 2025 Gevo | Cronologia degli sponsor ufficiali - 2010-2014 Delta Service - 2015-2019 Sammontana - 2021- Farmaè |

## Palmarès

### Competizioni nazionali
- Campionato di Serie A: 2

2016, 2023
- Coppa Italia: 2

2012, 2016
- Supercoppa italiana: 1

2018
- Campionato italiano di beach soccer Under-20: 3

2021, 2022, 2023
- Coppa Italia Under-20: 2

2023, 2025
- Supercoppa italiana Under-20: 1

2024

### Competizioni internazionali
- Euro Winners Cup: 1

2016

#### Altri piazzamenti
- Vicecampione d'Italia: 2012, 2015, 2019, 2022

## Statistiche e record

### Partecipazione ai campionati
| Livello | Categoria | Partecipazioni | Debutto | Ultima stagione | Totale |
| ------- | --------- | -------------- | ------- | --------------- | ------ |
| 1º      | Serie A   | 15             | 2010    | 2025            | 15     |

Il campionato 2020 è stato annullato, a causa pandemia Covid-19.

### Partecipazione alla Coppe
| Competizione     | Partecipazioni | Debutto | Ultima stagione | Totale |
| ---------------- | -------------- | ------- | --------------- | ------ |
| Coppa Italia     | 15             | 2010    | 2025            | 15     |
| Euro Winners Cup | 5              | 2013    | 2024            | 5      |
| Supercoppa       | 4              | 2013    | 2024            | 4      |

La stagione 2020 è stato annullata, a causa pandemia Covid-19.

### Palmares Giocatori
- Simone Marinai, Miglior giocatore Serie A 2012.
- Gabriele Gori, Best Scorer Euroleague: Siofok 2014, Mosca 2015, Euro winners Cup 2016, Euro Cup 2016.
- Gabriele Gori, Capocannoniere Coppa Italia: 2010, 2014, 2015.
- Gabriele Gori, Capocannoniere Serie A: 2010, 2012, 2014, 2018, 2019, 2024.
- Gabriele Gori, MVP: Mosca 2015, Siofok 2016.
- Gabriele Gori Pallone Azzurro 2016.
- Dario Ramacciotti, Best player Fifa World Cup qualifier 2014.
- Dario Ramacciotti, Miglior giocatore Serie A 2016.
- Andrea Carpita, Miglior portiere Serie A: 2015, 2016, 2022.
- Gori, Marinai, Ramacciotti: Medaglia d'oro Giochi del Mediterraneo 2015 e 2019.
- Gori, Marinai, Ramacciotti:  Medaglia d'argento Giochi Olimpici Europei Baku 2016.
- Gori, Marinai, Ramacciotti, Carpita: Campioni d'Europa per Nazioni Alghero 2018.
- Gori, Marinai, Ramacciotti, carpita Vice Campioni del mondo Asuncion Paraguay 2019
- Gabriele Gori Best scorer Fifa beach soccer World Cup 2019
- Tommaso Fazzini Miglior giocatore italiano Under 20 2021
- Matteo Manfredi Miglior portiere italiano Under 20 2021
- Gianmarco Tomei Miglior giocatore italiano Under 20 2022
- Luca Bertacca, Miglior giocatore Serie A 2023.
- Lorenzo Rombi, Miglior giocatore Under-20 2023.
- Matteo Santini, Capocannoniere Under-20 2023.
- Genovali, Remedi, Bertacca, Carpita, Fazzini: Campioni d'Europa per Nazioni Alghero 2023.